# Петниста котинга
Петнистата котинга (Cotinga maculata) е вид птица от семейство Cotingidae. Видът е застрашен от изчезване.

## Разпространение и местообитание
Разпространен е в Бразилия.